# Makgeolli
Magkeolli (hangul: 막걸리), zwany także Makuly(takju) – tradycyjny koreański alkohol destylowany z ryżu. Był bardzo popularny wśród rolników, co spowodowało, że nadano mu nazwę "alkohol rolników" (nongju, 농주, 農酒).